# قاعده فریدمن-دیاکنیس
در آمار، قانون فریدمن-دیانکنیس (Freedman – Diaconis) می‌تواند برای انتخاب طول عرض مستطیل‌های یک هیستوگرام استفاده شود. این قاعده به‌خاطر نام دیوید فریدمن، و پرسی دیاکنیس نام‌گذاری شده است. 
برای یک مجموعه اندازه‌گیری‌های تجربی نمونه‌گیری شده برای برخی توزیع‌های احتمال، قاعدهٔ فریدمن-دیاکنیس به‌منظور حداقل‌سازی فاصله بین ناحیهٔ تحت توزیع احتمال تجربی و ناحیه بین توزیع نظری احتمال طراحی شده است. 
معادلهٔ کلی برای این قاعده: 
{\displaystyle {\text{Bin width}}=2\,{{\text{IQR}}(x) \over {\sqrt[{3}]{n}}}}
است که در آن {\displaystyle \operatorname {IQR} (x)} فاصلهٔ میان‌چارکی داده‌ها و n تعداد مشاهدات نمونه است. 

## سایر رویکردها
یک رویکرد دیگر استفاده است قانون sturges است: یک از مستطیل خیلی بزرگ که حدود {\displaystyle \scriptstyle 1+\log _{2}n} مستطیل ناخالی است استفاده می‌شود. (اسکات ۲۰۰۹).  این روش برای n کمتر از ۲۰۰ خوب کار می‌کند، اما کشف شده که برای بزرگ‌تر از آن دقت پایینی دارد . (به‌عنوان یک بحث و رویکرد جایگزین، نگاه کنید به بیرگ و روزنهلک نگاه کنید ) 